# Asedio de Corón (1533)
El asedio de Corón de 1533 fue un intento por parte del sultán otomano Solimán el Magnífico de recapturar dicha fortaleza, conquistada el año anterior por una flota de Carlos I de España y V de Alemania. A pesar de contar con la mitad de efectivos navales que los otomanos, la armada hispanoimperial liderada por Andrea Doria obligó a los turcos a abandonar el asedio con importantes pérdidas.
El almirante francés Edmond Jurien de la Gravière consideró el socorro de Corón una de las operaciones navales más hábiles de todo el siglo XVI. Como consecuencia Corón, única plaza griega de la Monarquía Hispánica, se mantendría en manos del emperador por otro año, tras el cual fue evacuada al considerarse demasiado costosa de mantener.

## Trasfondo
Corón, fortaleza costera de la Morea otomana, en su día principal colonia veneciana en la península junto con Modón, había sido conquistada en septiembre de 1532 como parte de una expedición de Andrea Doria para acosar a Solimán y obligarle a cesar en su campaña húngara en dirección a Viena. Solimán sintió especialmente la pérdida de Corón y exigió su devolución al embajador imperial en Constantinopla, el humanista Cornelis de Schepper, amenazando con demoler la iglesia del Santo Sepulcro de Jerusalén para erigir una mezquita en su lugar, aunque ofreciendo también la entrega de la antigua plaza fuerte española de Argel. Sin embargo, al no recibir respuesta, resolvió intentar reconquistarla.
El sultán ordenó la campaña al llegar a Constantinopla en mayo de 1533, encargando a Lutfi Bajá, gran almirante turco y sanjac de Galípoli, que asediara la ciudad por el mar con la armada otomana mientras ejércitos desde Morea y Negroponte hacían lo propio por tierra. De los movimientos de la flota se tuvo noticia en la corte imperial.

## Batalla

### Asedio de Corón
A día 23 de abril, Corón fue rodeada por tierra y mar por Lutfi con 60 galeras y fustas. El maestre de campo Jerónimo de Mendoza, a cargo de la ciudad, dio aviso por medio de un mensajero al virrey de Nápoles, Pedro de Toledo, solicitando socorro. Por orden de Carlos, Andrea Doria, que también había recibido noticia por espías y había prometido anteriormente auxiliar Corón incluso si era de su propio bolsillo, comenzó a reunir una flota de socorro, y a 27 de mayo envió a su pariente adoptivo Cristoforo Pallavicino con 10.000 escudos y provisiones desde Mesina en la galera Marquesota.
El sitio de Corón se alargó lo bastante como para que escasearan las provisiones y Mendoza y su guarnición tuvieran que comerse sus caballos y acémilas. El bajá Zecil, de los turcos que cercaban desde tierra, les ofreció una rendición honrosa, a lo que Mendoza envió réplica de que "él y sus soldados perecerían antes de manchar su gloria con una vil cobardía". Algunos griegos de la ciudad desertaron al campamento turco, pero allí diez principales entre ellos fueron desollados y asados vivos para intimidar a los sitiados, lo que tuvo el efecto de prevenir más deserciones.
El 1 de junio, Pallavicino sorteó el bloqueo turco a plena luz del día navegando sin cuidado y fingiendo que su galera era otomana, lo que alivió la situación y la moral con la carga y noticias que portaba. Para regresar a Mesina, acompañado del capitán Pedro de Silva, ideó un nuevo ardid, realizando día tras día maniobras y escapadas fingidas con su galera hasta que las naves otomanas dejaron de intentar acometerle. El día 4 de junio, y haciendo ver que iba a asaltar un esquirazo o buque de carga turco, arremetió contra el cerco y lo traspasó sin problemas, dejando atrás a 23 naves que salieron tras él.

### Llegada de la armada
Mientras tanto, Doria reunía en Mesina 27 galeras de Génova, Sicilia, Nápoles, Orden de Malta y los Estados Pontificios, junto con 30 naos y galeones, a la espera de que Álvaro de Bazán el Viejo llegase con otras 12 galeras fabricadas por él. Comandaba también tres galeras pontificias Buenaventura Jorge Pérez de León, fraile franciscano y capitán de artillería experimentado, al lado de Bernardo Salviati. En Nápoles recogieron a 2500 hombres del Tercio de Rodrigo de Machicao, incluyendo al veterano Francisco Sarmiento, junto con un contingente de nobles napolitanos y Fadrique y García de Toledo, hijos del virrey de Nápoles, embarcados estos en galeras de Antonio Doria, primo de Andrea. Se preveía que participase Alfonso de Ávalos, pero quedó en tierra por causa de enfermedad, según algunos más en protesta por haberse elegido a Antonio de Leyva y no a él para acompañar al emperador en Bolonia.
A principios de agosto salió por fin al Peloponeso la flota en las dos secciones en que Doria la había dividido, bajo él mismo y su otro primo Franco Doria, decidiendo no esperar a Bazán debido a informes de que los turcos concentraban cada día una armada mayor en Corón. Tras tomar una gran nao veneciana y dos esquirazos también venecianos que estaban aprovisionando a los turcos, Doria sentó discretamente campamento cerca de Zante. Pallavicino descubrió que la flota turca había doblado su número desde la primera vez y que estaba fondeada al otro lado de Cabo Gallo, la punta más al sur de Mesenia, esperando con las popas hacia tierra para atacar a la flota cristiana cuando pasase ante ellos en dirección a Corón. Habían llegado además como refuerzos otomanos el corsario de Alejandría llamado Hasán el Moro, varios escuadrones más bajo Solimán de Albania y dos galeras venecianas.
Aunque algunos recomendaron esperar a Bazán, Doria resolvió enfilar hacia Corón. Otros creen que en el último momento se decidió dejar las naves de Bazán en Sicilia por no desampararla ante un posible ataque de la flota francesa de Marsella. Doria dio órdenes de bordear vuelta al Cabo Gallo con la flota formada en tres secciones: al frente dos galeones de 60 cañones, uno armado por Doria y otro por la familia siciliana Bellome, en medio las demás naves de vela en dos bloques, mandadas por Franco Doria en la capitana San Rafael en el bloque izquierdo, y detrás del todo las galeras en línea, capitaneadas por Antonio Doria a la izquierda, el mismo Andrea al medio y Salviati a la derecha.

### Levantamiento del sitio

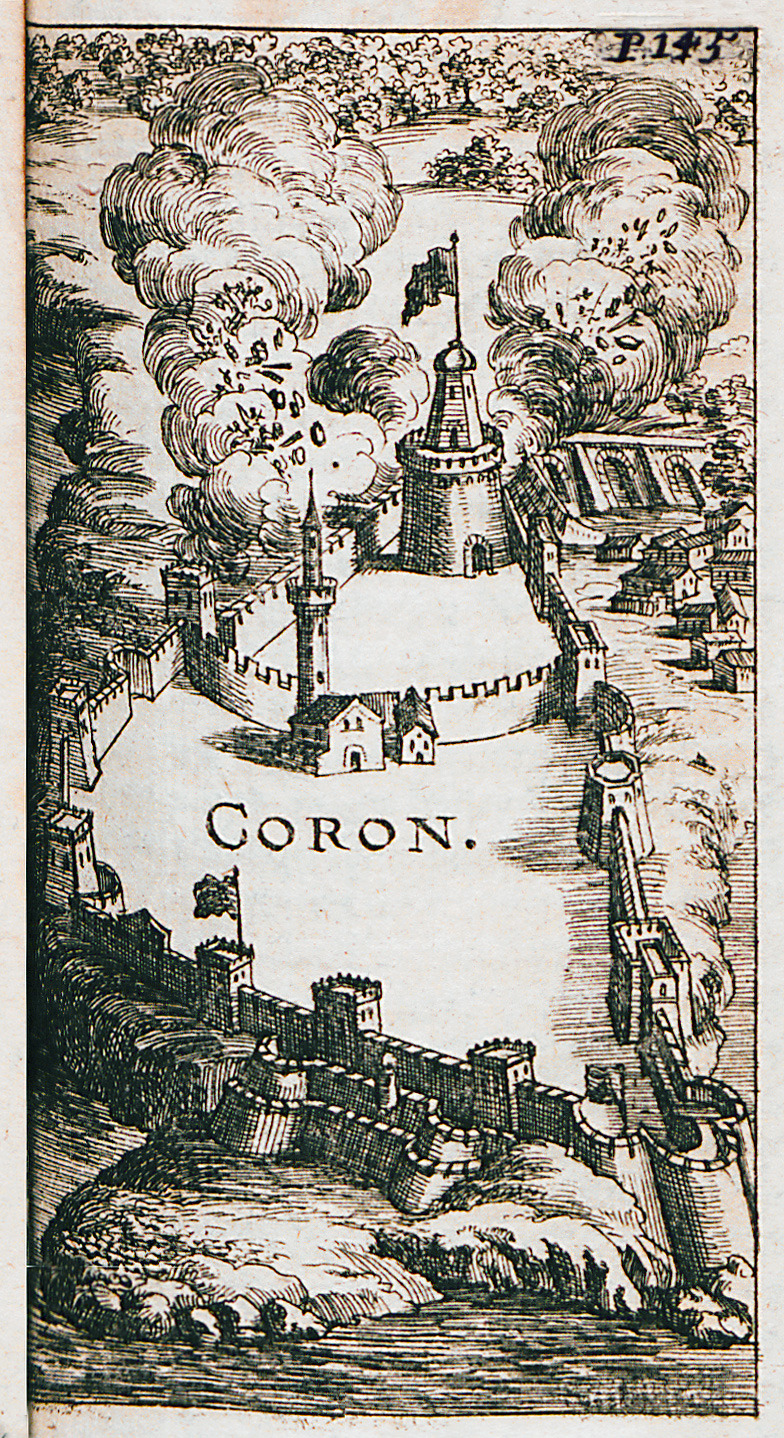
Ilustración de Corón.

Cuando la flota cristiana dio la vuelta al cabo, ya a 8 de agosto, los otomanos inmediatamente levaron anclas y atacaron, produciéndose un primer cañoneo con los dos galeones de vanguardia. Doria planeaba que éstos se detuvieran, atrajeran sobre ellas la atención y disparasen su imponente artillería sobre los turcos, permitiendo al resto de la flota cristiana pasar tras ellas. Un doble contratiempo sucedió cuando los galeones no esperaron todo el tiempo que Doria les había mandado y las galeras se desordenaron al tratar de refugiarse entre las naves, por lo que Franco Doria tomó el relevo de los galeones con la San Rafael, infligiendo grandes daños en la flota turca por medio de sus propia artillería, mientras Andrea reordenaba las galeras y embestía a los turcos, aprovechando la vacilación de Lutfi en acometer a la flota.
A dos millas ya de Corón, dos naos de carga del ala derecha se enredaron por las entenas y quedaron a merced de las galeras turcas que perseguían a la flota, la cual avanzaba despacio debido a la falta de viento. Parte de las dotaciones, poco acostumbradas a la guerra naval, las abandonaron precipitadamente, desoyendo las órdenes de Doria de llevarles un cabo con los bateles para remolcarlas, y así fueron varios capturados por los turcos, que rodearon y asaltaron las inmóviles naves con ocho galeras. Una de ellas, de la compañía de Francisco de Sarmiento, fue tomada y muerta casi toda su tripulación, mientras que en la otra, comandada por Alonso de Hermosilla, los tercios resistieron en el castillo de popa. El propio Hermosilla abatió a multitud de turcos en solitario y armado de un montante, habiendo determinado él y los suyos morir antes que ser cogidos.
Entre tanto, Doria ordenó que las galeras echasen cables de remolque a las demás naos para separarlas entre sí y que no se repitiera el accidente, y con todas llevadas ya a salvo hasta el puerto de Corón, volvió con las galeras sobre las dos naos y puso en fuga a los otomanos mediante fuego nutrido de artillería. A continuación asaltó los navíos, donde seguía el combate entre los cada vez más mermados soldados del tercio y los jenízaros turcos, y auxilió a los cristianos. Las tripulaciones de Antonio Doria tomaron a los turcos por la espalda y recapturaron los buques, matando a 400 otomanos y capturando a 300 jenízaros, entre ellos su veterano capitán general Yusuf Agá y otro de menor rango llamado Gibaxi. La escaramuza se saldó con 90 cristianos muertos y capturados, y las naos fueron remolcadas a Corón por las galeras.
La flota cristiana y las galeras turcas tuvieron entonces un enfrentamiento cara a cara, que culminó con Lutfi, consciente del daño que ya había sufrido su armada, ordenando rápidamente la retirada hacia Modón. La única embarcación europea en perderse ese día fue un bergantín que se hundió sin pérdidas humanas. Durante el transcurso de la batalla, aprovechando el caos, los esclavos cristianos de un buque de carga turco se rebelaron, tomaron la nave y huyeron a Corón. Por su parte, los ya 10.000 turcos que asediaban la ciudad, acosado durante todo este tiempo por los tercios de Mendoza, se retiraron a Androusa y abandonaron el campamento con los suministros y doce piezas de artillería. El asedio se dio así por terminado. En la armada turca, Hasán y Solimán reprendieron a Lutfi por su cobardía ante la flota cristiana, a lo que el bajá adujo tener órdenes directas del sultán de conservar la armada otomana a toda costa.

## Consecuencias

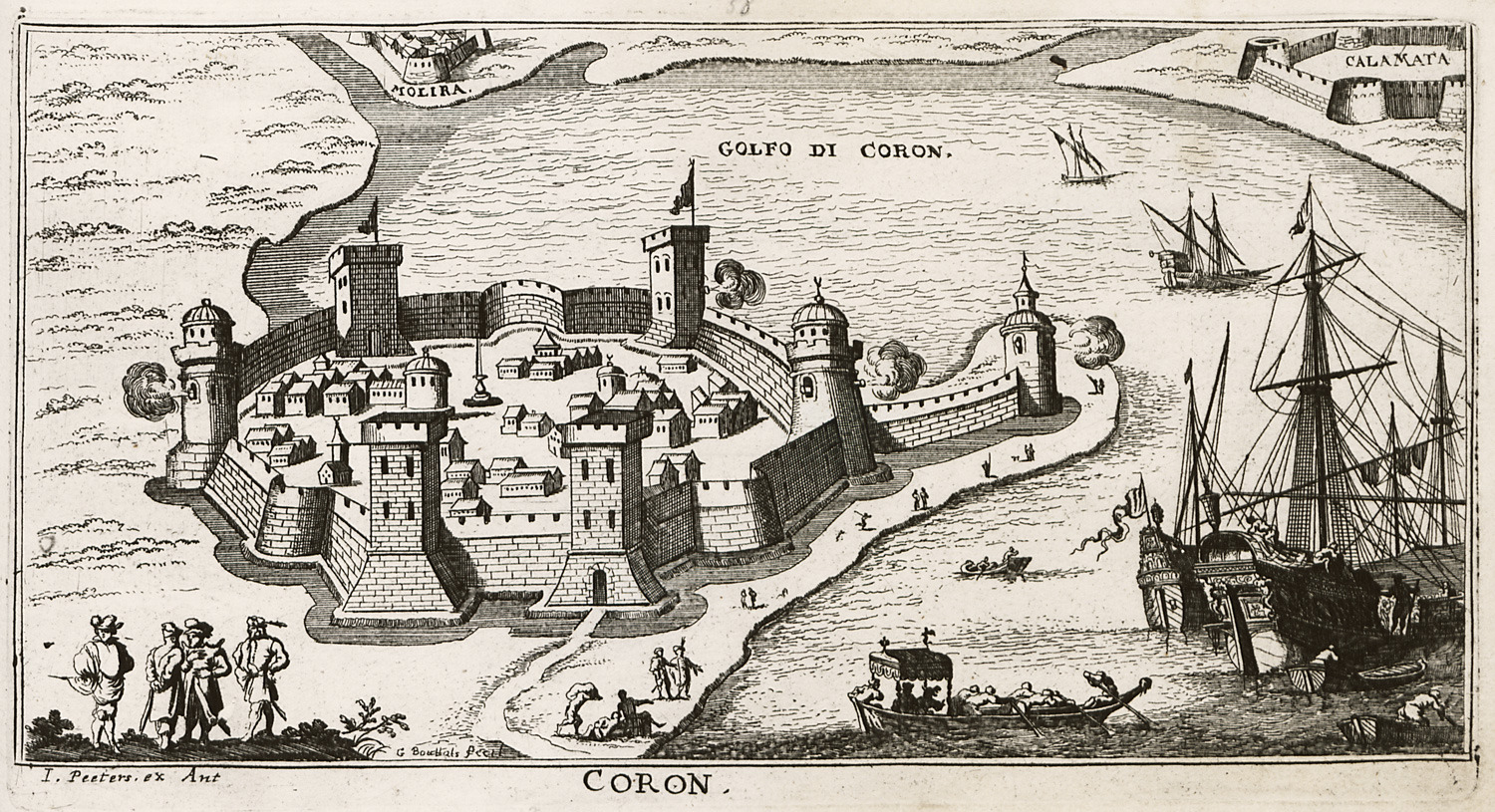
Ilustración de Corón.

Tras la batalla, Doria restableció el orden en la ciudad y la reaprovisionó, dejando a Rodrigo de Machicao al cargo. Para que en el futuro la ciudad consumiese menos víveres, se llevó en la flota a los 2.800 ciudadanos más pobres para asentarlos en Sicilia. Liberó a Agá con regalos a condición de que rescatase a trece prisioneros, que no cumplió ni aun siéndole reclamado por embajada. En el camino de vuelta a Sicilia, hacia donde partió el día 19, Doria paseó la flota ante Modón, pero al no lograr hacer salir a los turcos de su puerto, continuó hacia Corfú y regresó a Mesina. Aún hubo otro contratiempo cuando en el viaje de regreso tres galeras se perdieron y fueron tomadas fortuitamente por el corsario berberisco Sinán el Judío.
El asedio hizo a los cristianos deliberar sobre la importancia estratégica de Corón, que estaba resultando demasiado complicada de defender. Al igual que del lado turco, algunos creyeron que Doria no actuó contra la flota turca con la agresividad debida, a pesar de que Doria ya había obtenido un éxito asombroso ahuyentando con sus 57 velas a las 110 otomanas. De la misma manera, los representantes de los Estados Pontificios, Malta y la voluble Venecia veían todos necesario mantener Corón, pero siempre y cuando la defendiese el emperador, que intentó en vano cederla a estos poderes o incluso a Francia. También negoció con Solimán su deseada devolución a cambio del Peñón de Argel, pero no se llegó a un acuerdo. Por ello, tras otro ataque turco que resultó infructuoso pero en el que Machicao cayó en combate, al año siguiente Carlos dio orden de abandonar Corón, evacuándose el 1 de abril de 1534 con los partidarios griegos que quisieran seguirles.